# Bungotakada
Bungotakada (豊後高田市 Bungotakada-shi?) es una ciudad en la prefectura de Ōita, Japón, localizada en la parte norte de la isla de Kyūshū. El 1 de marzo de 2021 tenía una población estimada de 21 901 habitantes y una densidad de población de 106 personas por km².

## Geografía
Bungotakada se encuentra en el norte de la prefectura de Ōita, en la parte noroeste de la península de Kunisaki, a orillas del mar interior de Seto. Limita con las ciudades de Usa, Kitsuki y Kunisaki.

## Historia
El área de la actual Bungotakada era parte de las antiguas provincias de Echigo y Bungo. Bajo el shogunato Tokugawa, lo que ahora es Bungotakada estuvo bajo el control del dominio Shimabara. El pueblo de Takada fue creado dentro del distrito de Nishikunisaki, Ōita, el 1 de abril de 1889. Después de varias incorporaciones, en 1954 cambia su nombre a Bungotakada. El 31 de marzo de 2005 se fusionó con los pueblos de Kakaji y Matama, y fue elevada al estatus de ciudad.

## Demografía
Según los datos del censo japonés, la población de Bungotakada ha disminuido constantemente en los últimos 70 años.
| Gráfica de evolución demográfica de Bungotakada entre 1950 y 2015 |
|                                                                   |
| Oficina de Estadísticas de Japón                                  |